# وایورد
وایورد (به هلندی: Weiwerd) یک منطقهٔ مسکونی در هلند است که در دلف‌زیل واقع شده‌است.